# Гамуляк, Мартин
Мартин Гамуляк (словац. Martin Hamuljak; 19 апреля 1789, Оравска Ясеница, Австрийская империя (ныне район Наместово, Словакия) — 31 марта 1859, Наместово) — словацкий лингвист, редактор, издатель, будитель, участник словацкого национального движения.

## Биография
Родился в аристократической семье. В 1804—1806 годах изучал философию в Эгере, в 1812 году сдал экзамены в Юридической академии Братиславы, в 1822—1823 годах учился на юридическом факультете в Буде.
С 1813 года до выхода на пенсию в 1853 году был сотрудником венгерских королевских органов власти в Буде, Братиславе и Кошице.
В 1834 году вместе с Яном Колларом основал первую словацкую общенациональную организацию, литературный союз «Объединение любителей словацкого языка и литературы» в Буде.
После ухода Ян Коллара председателем союза стал Мартин Гамуляк, который ориентировал работу объединения на издательскую деятельность. С целью сплочения сторонников литературного чешского и бернолаковского словацкого языка в борьбе за национальное единство и укрепление словацкого национального движения активно действовал в 1840-х годах.
В 1835—1840-х годах издавал альманах «Zora». Оганизатор культурной жизни Словакии. Издатель и распространитель произведений П. Й. Шафарика, Я. Коллара, Б. Таблица, Я. Голлы и других словацких авторов.

## Память
- В его честь названа деревня Гамульяково района Сенец Словакии.
- В Оравскоц Ясенице установлена мемориальная доска.